# 마지막 이별
마지막 이별(最後のサヨナラ)은 대한민국의 걸 그룹 카라 출신 강지영이 일본에서 발매한 첫 번째 싱글 앨범이다.

## 개요
- 타이틀곡 "마지막 이별"은 본인이 출연한 NTV 드라마 《히간바나~경시청 수사7과〜》의 엔딩곡이다.[1]
- 《올리바이를 들으면서》는 일본의 여자 가수 안리의 노래를 리메이크 한 것이다.

## 수록곡
1. 마지막 이별(最後のサヨナラ)
  - 작사 : 야마모토 카츠히코 / 작곡 : 야마모토 카츠히코 / 편곡 : 마츠우라 아키히사
2. 안녕 나의 소녀(さよなら私の少女)
  - 작사 : JY,  쿠로사키 준 / 작곡 : 쿠로사키 준 / 편곡 : 노나카“마사”유이치
3. 올리바이를 들으면서(オリビアを聴きながら)
  - 작사 • 작곡 : 오자키 야미 / 편곡 : 마츠우라 아키히사
4. 마지막 이별 (Inst.)

### 초회 생산 한정반  동봉 DVD
1. 最後のサヨナラ MusicVideo -secret edit-